# Ines Ajanović
Ines Ajanović (serb. Инес Ајановић; ur. 12 listopada 1980 w Belgradzie) – serbska koszykarka występująca na pozycjach silnej skrzydłowej lub środkowej, reprezentantka kraju.

## Osiągnięcia
Na podstawie, o ile nie zaznaczono inaczej.

### NCAA
- Uczestniczka rozgrywek Elite 8 turnieju NCAA (2002)

### Drużynowe
- Mistrzyni:
  - ligi łotewsko-estońskiej (2013)[3]
  - Łotwy (2013)[3]
- Zdobywczyni pucharu:
  - Francji (2011)
  - Serbii i Czarnogóry (2003)
  - Victora Hugo (2016 – Portugalia)[4]
- Finalistka Pucharu Serbii (2013)[5]
- Uczestniczka międzynarodowych rozgrywek 
  - Euroligi (2011–2013)
  - FIBA Europe Cup (2004/2005)
  - Pucharu Ronchetti (1996/1997)

### Indywidualne
(* – nagrody przyznane przez portal eurobasket.com)
- Zaliczona do*:
  - II składu ligi rumuńskiej (2016)[6]
  - składu honorable mention ligi hiszpańskiej (2015)[7]

### Reprezentacja
Seniorska
- Uczestniczka:
  - mistrzostw Europy (2005 – 9. miejsce, 2009 – 13. miejsce, 2013 – 4. miejsce)
  - kwalifikacji do Eurobasketu (2005)

Młodzieżowa
- Uczestniczka:
  - mistrzostw Europy U–18 (1998 – 5. miejsce)
  - kwalifikacji do mistrzostw Europy U–18 (1998)